# Aartsbisdom Florence

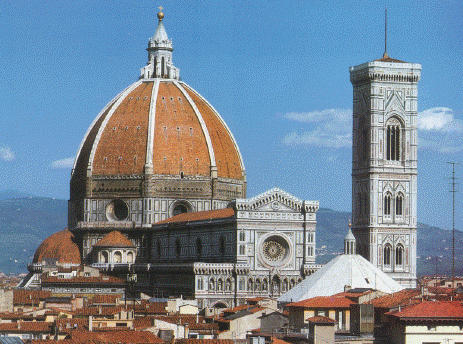
De Dom van Florence, zetel van de aartsbisschop van Florence

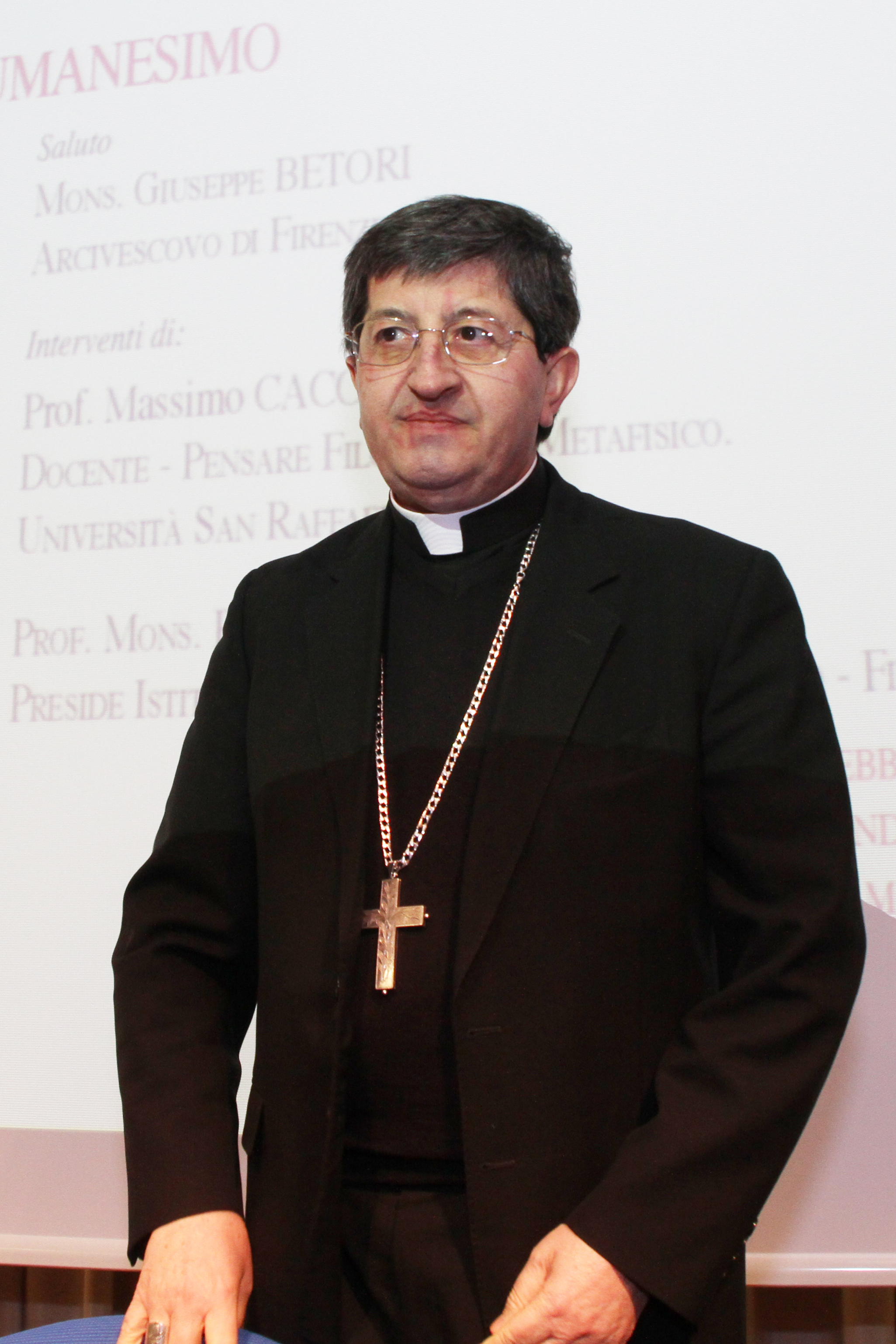
Aartsbisschop Giuseppe kardinaal Betori

Het aartsbisdom Florence (Lat:Archidioecesis Florentina; Italiaans: Arcidiocesi di Firenze) is een metropolitaan aartsbisdom van de Rooms-Katholieke Kerk in Italië.

## Geschiedenis
Het bisdom werd gesticht in de eerste eeuw na Christus. Op 10 mei 1419 verleende paus Martinus V het de status van metrolitaan aartsbisdom. De aartsbisschoppelijke kathedraal is de Dom van Florence, ook wel de basiliek van Santa Maria del Fiore genaamd.
Sinds september 2008 is Giuseppe Betori aartsbisschop van Florence. Zijn directe voorganger, Ennio kardinaal Antonelli was even daarvoor benoemd tot president van de Pauselijke Raad voor het Gezin.
Sind 1889 is de aartsbisschop van Florence een vaste kandidaat voor een kardinaalshoed.

## Suffragane bisdommen
- Arezzo-Cortona-Sansepolcro
- Fiesole
- Pistoia
- Prato
- San Miniato

## Bisschoppen en aartsbisschoppen van Florence
| - Felix (ca. 313) - Zenobius (398–429) - Maurizius (550) - Reparato (ca. 680) - Specioso (ca. 723) - Thomas (ca. 743) - Agriprand (ca. 833) - Radingo (ca. 852) - Andreas (869, 873, 876, 893) - Grasulfo (896–930) - Raimbald (964–987) - Podo (987–1002) - Guido (1002–10.049) - Ildebrando (1008–1020) - Lambert (1025–1032) - Atto I. (1034–1037) - Gerard van Bourgondië (1046–1058) - Pietro Mezzabarba (ca. 1062) - Ranieri (1071–1113) - Gottifredo Degli Albeti (1114–1142) - Atto II. (1148–1154) - Ambrogio (1156–1158) - Giulio (1158–1181) - Bernardo (1182–1188) - Pietro (1188–1205) - Giovanni (1205–1230) - Ardingo Foraboschi (1230–1249) - Filippo Fontana (1250) - Giovanni de Mangiadori (1251–1274) | - Iacopo da Castelbuono (−1286) - Andrea de Mozzi (1287–1295) - Francesco Monaldeschi (1295–1301) - Lottieri della Tosa (1301–1309) - Antonio D'Orso (1309–1321) - Francesco Silvestri (1323–1341) - Angelo Acciaioli de oudere (1342–1355) - Francesco degli Atti (1355–1356) - Filippo dell'Antella (1356–1361) - Pietro Corsini (1361–1369) - Angelo Ricasoli (1370–1382) - Angelo Acciaioli de jongere (1383–1385) - Bartolomeo Oleario O.S.B (1385–1389) - Onofrio Visdomini (1389–1400) - Alamanno Adimari (1400–1401) - Iacopo Paladini (1401–1410) - Francesco Zabarella (1410–1411) - Amerigo Corsini (1411–1434) (eerste aartsbisschop) - Giovanni Vitelleschi (1435–1437) - Ludovico Scarampi (1437–1439) - Bartolomeo Zabarella (1440–1445) - Antonino Pierozzi (1445–1459) - Orlando Bonarli (1459–1461) - Giovanni Neroni (1461–1473) - Pietro Riario (1473–1474) - Rinaldo Orsini (1474–1508) - Cosimo Pazzi (1508–1513) - Giulio de' Medici (1513–1523) - Niccolò Ridolfi (1524–1532) - Andrea Buondelmonti (1532–1542) | - Niccolò Ridolfi (1543–1548) - Antonio Altoviti (1548–1573) - Alessandro Ottaviano de' Medici (1574–1605) - Alessandro Marzi Medici (1605–1630) - Cosimo Bardi (1630–1631) - Pietro Niccolini (1631–1651) - Francesco Nerli Senior (1652–1670) - Francesco Nerli Junior (1670–1683) - Giacomo Antonio Morigia (1683–1700) - Leone Strozzi (1700–1703) - Tommaso della Gherardesca (1703–1721) - Giuseppe Maria Martelli (1722–1741) - Francesco Gaetano Incontri (1741–1781) - Antonio Martini (1781–1809) - Pietro Francesco Morali (1815–1826) - Ferdinando Minucci (1828–1856) - Giovacchino Limberti (1857–1874) - Eugenio Cecconi (1874–1888) - Agostino Bausa, O.P. (1889–1899) - Alfonso Maria Mistrangelo, Sch. P. (1899–1930) - Elia Dalla Costa (1931–1961) - Ermenegildo Florit (1962–1977) - Giovanni Benelli (1977–1982) - Silvano Piovanelli (1983–2001) - Ennio Antonelli (2001-2008) - Giuseppe Betori (sinds 2008) |